# Ким Гван Сук (певица)
Ким Гван Сук (кор. 김광숙) — певица КНДР, самая известная солистка «Почхонбо», народная артистка КНДР, Герой Труда КНДР.

## Биография
Родилась в 1964 году в Пхеньяне. Муж — пианист ансамбля «Почхонбо», народный деятель искусств КНДР Чхон Гвон.
О ранних этапах творчества информации нет, однако известно, что в 1960 г. Ким Гван Сук училась в Пхеньянском музыкально-танцевальном колледже (ныне Ким средний Тихоокеанский музыкальный колледж), а до 1986 года она получила звание заслуженной артистки. В 1986 г. вступила в ансамбль электронной музыки «Почхонбо».
Является самой взрослой солисткой ансамбля. Работала в ансамбле до самого его роспуска — 1986-2015 годах. В 1992 году за работу в ансамбле получает звание народной артистки КНДР. Фактически, ансамбль прекратил свою деятельность после последнего концерта, по информации ЦТАК, от 28 апреля 2008 года, однако воссоединялся в 2015 году. Формально ушла из ансамбля в 2008 году, после чего появлялась на сцене эпизодически.
Последний раз Ким Гван Сук появилась на телеэкранах на эксклюзивных концертах в честь 70-летия Трудовой Партии Кореи и "Песни, полные воспоминаний" в 2015 году, где принял участие распустившийся ансамбль «Почхонбо» в полном составе. На момент этого концерта ей исполнился 51 год.
После роспуска ансамбля работала до конца жизни в Пхеньянский дворец школьников преподавателем искусств и вокала.
Более подробной информации за пределами КНДР о деятельности и личной жизни нет.
В январе 2018 года, в возрасте 54 лет, скончалась, вследствие острого инфаркта миокарда. Глава государства Ким Чен Ын лично выразил соболезнования в связи со смертью певицы.

## Музыкальный репертуар
Насчитывается более 100 альбомов ансамбля с её участием и более 350 песен на русском, корейском, французском и английском языках.
Самые известные песни:
- Мы рады видеть вас (кор. 반갑습니다)
- Смуглянка (кор. 스무글랸까)
- Наш тост (кор. 축배의 노래)
- L’amour est bleu (кор. 사랑은 푸르다)
- Спасибо, товарищ Ким Чен Ир
- Любящая улыбка (кор. 사랑의 미소)
- Синий платочек (кор. 푸른 수건)
- Голубая ива
- Герою было 18 лет (кор. 영웅의 그 나이 열여덟이였네)
- Голуби, летите выше (кор. 비둘기야 눞이날아라)
- Несётся Чхоллима (кор. 천리마 달린다)
- Близкое имя (кор. 친근한 이름)
- Песня о долге
- Что такое жизнь
- Вся его жизнь
- Все ноты в песне молодости
- Стоят девчонки (кор. 처녀는 서있네)
- Песня о Тбилиси (кор. 나의 뜨빌리씨)
- Мне без валенок беда (кор. 왈렌끼)